# ずっと二人で
「ずっと二人で」（ずっとふたりで）は、BENIのユニバーサルミュージック移籍第4弾シングル。全シングルの12枚目である。

## 概要
- 3枚隔月リリース・シングル第3弾。
- 1曲目は「レコチョク」CMソング、日本テレビ「歌スタ!!」主題歌。3曲連続「レコチョク」CMソングのタイアップ。レコチョクの着うたランキングでは、後に6週連続1位を獲得するB'zの「イチブトゼンブ」を抑え1位を獲得した。
- 2曲目は日本テレビ「GO!SHIODOMEジャンボリー! ワッショイ!2009」テーマソング。
- 3曲目はオリオンビール「サザンスター」CMソング。
- 4曲目はTynisha Keliとのコラボレーションでブランディ&モニカカバー曲から、話題となった。

## 収録曲
1. ずっと二人で
  - 作詞・作曲：BENI・吉野昌隆／編曲：今井大介
  - 「レコチョク」CMソング、日本テレビ「音楽戦士 MUSIC FIGHTER」のPOWER PLAY曲。
2. stardust
  - 作詞：藤林聖子／作曲・編曲：今井大介
  - 日本テレビ「GO!SHIODOMEジャンボリー! ワッショイ!2009」テーマソング。
3. With U
  - 作詞：BENI／作曲：BENI・YANAGIMAN／編曲：YANAGIMAN
  - オリオンビール「サザンスター」沖縄予定CMソング（本人CM出演）。avex時代から続くタイアップ（前曲は「How Are U?」「Paradise」「Southern Star」）。
4. The Boy Is Mine feat. Tynisha Keli
  - 作詞：LaShawn Ameen Daniels・Freddie D. Jerkins III・Rodney Roy Jerkins・Brandy Norwood・Japhne Tejeda／作曲：LaShawn Ameen Daniels・Freddie D. Jerkins III・Rodney Roy Jerkins
  - ブランディ&モニカの1998年にヒットシングル「ザ・ボーイ・イズ・マイン」のカバー。Tynisha Keliのアルバム「クロニクル・オブ・TK」の9月にリリースしたプレミアム・エディションで「ザ・ボーイ・イズ・マイン feat.BENI」の他版。アルバム「Bitter & Sweet」のDVD版で本曲のPVが撮影する。